# Thế vận hội Trẻ Mùa đông 2024
Thế vận hội Trẻ Mùa đông 2024, chính thức được gọi là Thế vận hội Trẻ Mùa đông lần thứ IV (tiếng Anh: 2024 Winter Youth Olympics; tiếng Pháp: Les IVème Jeux Olympiques de la jeunesse d'hiver; tiếng Hàn Quốc: 제4회 동계 청소년 올림픽, đã Latinh hoá: Jesahoe Donggye Cheongsonyeon Ollimpik) và thường được gọi là Gangwon 2024, sẽ là lần thứ 4 của Thế vận hội Trẻ Mùa đông, một lễ hội thể thao, giáo dục và văn hóa quốc tế dành cho thanh thiếu niên, được tổ chức từ ngày 19 tháng 1 đến ngày 2 tháng 2 năm 2024 ở Gangwon, Hàn Quốc. Thành phố chủ nhà đã được công bố tại Phiên họp IOC lần thứ 135 vào ngày 10 tháng 1 năm 2020 tại Trung tâm Hội nghị SwissTech ở Lausanne, Thụy Sĩ trong Thế vận hội Trẻ Mùa đông 2020. Đây là sự kiện Olympic đầu tiên với quy trình đấu thầu mới. Đây cũng sẽ là Thế vận hội Trẻ Mùa đông đầu tiên được tổ chức bên ngoài châu Âu.

## Quá trình đấu thầu
Gangwon chỉ là chủ nhà ưa thích trong khi Brașov, Granada, và Sofia là những người tham dự quan tâm, tham gia đối thoại liên tục với IOC và Ủy ban chủ nhà tương lai. Gangwon đã chính thức được trao Thế vận hội tại Phiên họp IOC lần thứ 135 ở Lausanne, Thụy Sĩ, vào ngày 10 tháng 1 năm 2020.

### Lựa chọn thành phố chủ nhà
Pyeongchang có thể chính thức được bầu làm chủ nhà của Thế vận hội Trẻ Mùa đông 2024 vào ngày 10 tháng 1 năm 2020 tại Phiên họp IOC lần thứ 135 ở Lausanne, Thụy Sĩ nếu tất cả các yêu cầu được đáp ứng cho sự hài lòng của Ủy ban và Ban điều hành. Các cử tri đủ điều kiện là 82.
| Gangwon           | Hàn Quốc          | 79 |
| Không có giá thầu | Không có giá thầu | 2  |
| Vắng              | Vắng              | 1  |
| Tổng cộng         | Tổng cộng         | 82 |

## Phát triển và chuẩn bị

### Địa điểm

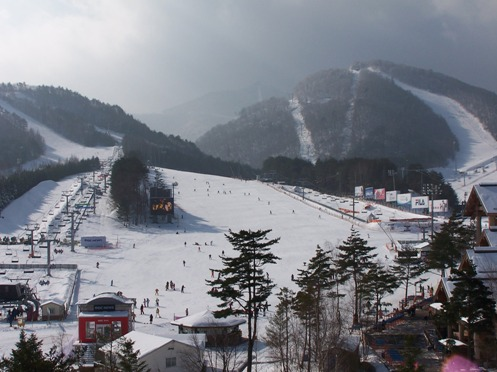
Khu nghỉ dưỡng trượt tuyết Dragon Valley (Alpensia)

Phần lớn địa điểm thi đấu Thế vận hội và Paralympic Mùa đông 2018 sẽ được sử dụng lại. Một số các nội dung tuyết ngoài trời sẽ được tổ chức ở huyện Pyeongchang, trong khi các nội dung băng trong nhà sẽ được tổ chức ở thành phố Gangneung gần đó. Nếu hoàn cảnh được cho phép, thành phố Wonsan, Bắc Triều Tiên sẽ tham gia và có thể là nơi tổ chức một số nội dung đổ đèo.

#### Pyeongchang (cụm núi)
Công viên thể thao Alpensia ở Daegwallyeong-myeon, Pyeongchang, sẽ là trọng tâm chính của Thế vận hội, giống như vào năm 2018.
- Trung tâm trượt tuyết nhảy xa Alpensia – trượt tuyết nhảy xa, hai môn phối hợp Bắc Âu, trượt ván trên tuyết (big air)
- Sân Vận Động SCJ Olympic - lễ khai mạc và lễ bế mạc. (sức chứa 66.000 chỗ ngồi phục vụ Á vận hội mùa đông 2021.
- Trung tâm hai môn phối hợp Alpensia – hai môn phối hợp
- Trung tâm trượt tuyết băng đồng Alpensia – trượt tuyết băng đồng, hai môn phối hợp Bắc Âu
- Trung tâm trượt tuyết Alpensia – trượt băng nằm ngửa, xe trượt lòng máng, trượt băng nằm sấp
- Trung tâm đổ đèo Yongpyong – trượt tuyết đổ đèo (slalom, giant slalom)

Ngoài ra, một địa điểm thể thao ngoài trời độc lập được nằm ở Bongpyeong-myeon, Pyeongchang:
- Công viên tuyết Phoenix – trượt tuyết tự do, trượt ván trên tuyết

Một địa điểm thể thao ngoài trời độc lập khác được nằm ở huyện Jeongseon lân cận:
- High1 Resort – trượt tuyết đổ đèo (downhill, super-G, combined)

#### Gangneung (cụm ven biển)
Công viên Olympic Gangneung, trong vùng lân cận của Gyo-dong ở thành phố Gangneung, bao gồm bốn địa điểm thể thao trong nhà, tất cả đều gần nhau.
- Trung tâm khúc côn cầu Gangneung – khúc côn cầu trên băng
- Trung tâm bi đá trên băng Gangneung – bi đá trên băng
- Gangneung Oval – trượt băng tốc độ cự ly dài
- Gangneung Ice Arena – trượt băng tốc độ cự ly ngắn, trượt băng nghệ thuật